# تحفه حکیم مؤمن

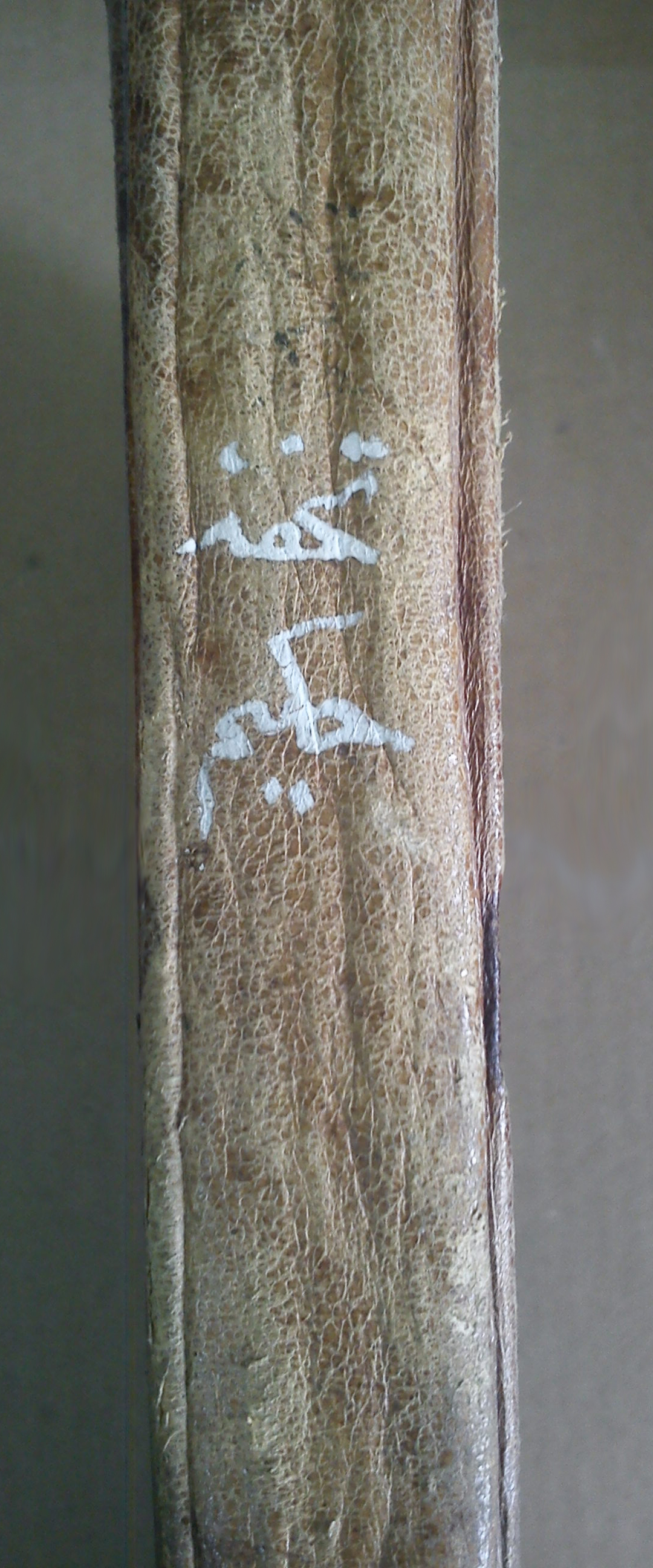
جلد یکی از نسخه‌های چاپ سنگی تحفه حکیم مؤمن

تحفهٔ حکیم یا تحفةالمؤمنین، تألیف محمد مؤمن حسینی دیلمی تنکابنی ابن میر محمد زمان دیلمی تنکابنی و طبیب شاه سلیمان صفوی، کتابی است مفصل در طب سنتی ایران که برگرفته از منابع ایرانی، یونانی و هندی است.
زمان نگارش سال ۱۰۸۰ ه‍.ق است. ترجمهٔ عربی این کتاب توسط یک پزشک اهل مدینه به نام مصطفی یوسف‌زاده (مشهور به شورانی یا شیروانی) که به نام تحفة المسلمین و تحفة اهل السنه، و ترجمهٔ ترکی آن در سدهٔ ۱۳ توسط پزشکی تحت عنوان «غنیة المسلمین» منتشر شده‌است.

## نسخه‌ها
از این کتاب چاپ‌های متعدد سنگی در قطع رحلی در دسترس است که در تهران چاپ شده. البته یک چاپ تایپی مغلوط در قطع وزیری و یک ویرایش ضعیف ادبی که جدیداً در تیراژ نمایشگاهی روانه بازار شده‌است، از نسخه‌های چاپی به‌شمار می‌رود. نسخه‌های خطی متعددی نیز در شبه قارهٔ هند، تعدادی نسخه از متن کامل یا به‌طور منتخب در «ازبکستان»، یک نسخه خطی به صورت مینیاتور مذهب، در کنگره آمریکا، و نسخه‌هایی از آن نیز در کتابخانه ملک و آستان قدس رضوی و چندین نسخه در کتابخانه مرکزی تبریز موجود است.

## آغاز نسخه
سبحانک اللهم یا قدوس یا طبیب‌النفوس اتمِم لنا انوارَ مرفتک و ارزقنا حلاوة مغفرتک، ...

## پیشکش کتاب به شاه سلیمان صفوی
و چون والد وجد این بی‌بضاعت منتسب به خادمی درگاه خواقین کامکار و سلاطین عالی مقدار و خاندان بهیه مرتضویه و دودمان مضیه علیه صفویه بوده‌اند و این بی‌مقدار نیز به میامن اخلاص موروثی به ملازمت رکاب سپهر انتساب خلاصه ذریه پیغمبر ناصر چاکران ائمه اثنی عشر حافظ ملت بیضا خاتم الانبیا ناشر مذهب حق ائمه هدی شاهنشه شاهان خاقان بن خاقان سلطان خواقین جهان اسکندر حشمت صاحبقران سلیمان شان بالقدر والأسم (۱۰۷۷–۱۱۰۵ هـ ق) و المکان لازل مؤیٌدّا بالتأییدات السبحانیّة و مؤبداً بابدیة الجلال الربانیه مفتخر و سرافراز بود لهذا این مجموعه مسمّی بتحفةالمؤمنین را مسمی باسم سامی و نام گرامی آن مالک‌الرقاب موشح ساخت و با وجود عدم لیاقت این اراده از آن است که خدمتی از این لایق تر به درگاه شاهنشاه نمی‌دانست.
| پای ملخی نزد سلیمان بردن |  | عیب است ولیکن هنر است از موری |

## ویژگی‌ها

### سنگینی سبک
در متن تحفه علاوه بر کاربرد واژه‌های عربی، گونه‌ای سنگینی ادبی وجود دارد، که حتی برای فهم آن گاهی نیاز به ترجمهٔ فارسی به فارسی وجود دارد. نمونهٔ زیر بخشی از تشخیص اول است که به بیان چهارگانه مزاج و ترکیب آنها پرداخته‌است:
بدان که بنابر مذهب شیخ الرئیس ـ قدس سره ـ و محققین که به بقای صور عنصری در مرکبات قایلند، باید مراتب چهار باشند؛ چه تصریح نموده‌اند که مرکب را مزاج اولی از کیفیت اجزاء متفاعله مماسه می‌باشد و تأثیر او مرتبه‌ای است از مراتب، و به دستور مزاج ثانوی را هم اثری است غیر آن، مثل شیر که مرکب است از مائیه و دهنیّت و جبنیّت، و تأثیر او به مزاج ثانوی مرتبه دیگر است از مراتب، و هم چنین صورت نوعی ترکیبی را اثری است غیر آثار مذکوره، و تأثیر اجزاء غیر متفاعله مرکبات را مرتبه از مراتب نشمرده‌اند و قیاس مقتضی است که قوت‌ها به قدر فواعل باشند و اِندراج مرتبه اثر صورت نوعیه اجزاء غیر متفاعله غیر مماسه در تحت مرتبه اثر صور نوعیه ترکیبی ظاهر نیست. مخفی نماناد که بعضی از مرکبات به صور نوعیه‌اند مثل خاک مخلوط به آب، و کفی که مرکبات است از آب و هوا و بخاری که مؤلف است از آب و آتش، و هر چه با صورت نوعیه است یا محکم‌التراکیب می‌باشد به حدی که تحلیل اجزاء عنصری او ممکن نباشد مثل طلا، یا تحلیل او بسیار دشوار باشد مانند سایر متطرقات، و آن معادن سبعه است و گویند بسایط متطرقات زیبق و گوگرد است؛ چه هر گاه هر دو جزو در نهایت خوبی جوهر بوده گوگرد و قوه ناریه صابغه غالب باشد، صورت دهنی پذیرد و اگر زیبق غالب باشد با قوه بارده، صورت فضیّ گیرد؛ و چون اجزاء ردیّ‌الجوهر بود کبریت کم باشد باقوه مائیه صورت قلعی یابد و هر گاه بدی جوهر بیشتر باشد سرب متکون گردد و اگر زیبق جیّدالجوهر بوده اسباب صبغ وفور داشته، بدی جوهر کبریت مانع باشد صورت نحاسی پذیرد و چون با این حال یبوست شدید غالب باشد صورت روی توتیا که خارصینی نامند فایض شود و مگر کبریت جیّدالجوهر و زیبق ردیّ‌الجوهر باشد با عدم اسباب صبغ صورت حدیدی عارض شود و انقلاب بعضی به بعضی به اعمال مخصوصه که رفع بدی جوهر هر یک شود، ممکن است و غیر محکم‌الترکیب را هم مراتب می‌باشد چون بعضی را تفریق اجزاء بسیار سهل است مانند گوگرد و نمک، و بعضی را بسیار دشوار است و قدما فرموده‌اند که هر گاه مزاج دوائی را ندانند از تحلیل اجزاء او استنباط می‌توان نمود. چه هر گاه قدر معین او را به قرع و انبیق تقطیر کنند سایل آن اجزاء مایتی و زبد آن اجزاء هوائی و صاعدش اجزاء ناری و ثقل‌اش اجزاء ارضی خواهد بود، پس مزاج او را نسبت به قدر اغلب اجزاء متفرقه استنباط نمایند و از آنچه تشخیص امزجه توان نمود طعوم است چه حدوث طعم از اثر کیفیت حاره و بارده و معتدله است در ماده لطیفه و غلیظه و متوسطه بینهما و از فعل حارّ در لطیف حرافت ظاهر می‌شود و در غلیظ مرارت و در متوسط ملوحت و از فعل بارد در لطیف حموضت و در غلیظ عفونت و در متوسط قبوضت و از فعل معتدل الحرارت و البرودت در لطیف دسومت و در غلیظ تفاهت و تعریف هریک و بیان افعال آن بعد از این مذکور خواهد شد.

### کیمیا و نظر مؤلف تحفه
از متن بالا چنان برمی‌آید که مؤلف تحفه نظر مثبتی به علم کیمیا در معنای خاص آن داشته‌است، چنان‌که در جمله‌ای متذکر این امر گردیده‌است: و انقلاب بعضی به بعضی به اعمال مخصوصه که رفع بدی جوهر هریک شود، ممکن است.

### واژه‌ها
کاربرد زیاد واژه‌های مترادف از زبان‌ها و گویش‌های مختلف در این کتاب از ویژگی‌های مهم این تألیف به‌شمار می‌رود. در بیان خواص یک گیاه ابتدا از مشهورترین نام آن فرموده و بعد مترادف آن را در زبان‌های دیگر بیان کرده‌است.
مثلاً: تیکان: اسم ترکی شوک است که به فارسی خار گویند.
معادل‌های یونانی، سریانی، رومی، عبرانی، فارسی و از پانزده گویش عربی (مثل مغربی، مصری، بیت المقدسی، عربی اندلسی و…) نیز واژه‌هایی از زبان بربری، قبطی، حبشی در کتاب دیده می‌شود. حکیم مؤمن از واژه‌های گویش فارسی، واژه‌های رایج در اصفهان، گیلان، طبرستان، شیراز، گویش پهلوی، جرجان، قزوین و… در کتاب آورده‌است.

## متن
کتاب مشتمل است بر پنج تشخیص:
تشخیص اول: در بیان سبب اختلاف اقوال الطباء در تهیه و قوت و قدر شربت ادویه و شروط اخذ هر دواء و ذکر درجات و تقسیم قوتها به اقسام.
تشخیص ثانی: در ذکر صفات افعال ادویه و بیان افعال کلیه و مشابه آن و تفسیر اسامی و معانی لغاتی که در طی انشاء این مجموعه مذکور می‌شود و در کتب ادویهٔ مفرده مدار علیه است.
تشخیص ثالث: در بیان ماهیت و خواص و کیفیت ادویۀ مفرده و ادویۀ مرکبه و ذکر مصلح و بدل و قدر شربت و آنچه بان مناسبت است.
تشخیص رابع: در مداوای سموم. در پنج فصل:
- فصل اول: در تدبیر منع تأثیر سموم و احتراز از آن.
- فصل دوم: در تدبیر مشترکه سموم.
- فصل سوم: در تدبیر سموم مشروبه.
- فصل چهارم: در تدبیر سموم ملذوعه.
- فصل پنجم: در آنچه حشرات از آن گریزند.

تشخیص خامس: در بیان اوزان و آنچه بان متعلق است. در سه فصل:
- فصل اول: در اوزان صغار.
- فصل دوم: در اوزان کبار.
- فصل سوم: در تحویل بعض از آن به بعض.

## دستورات
و دستورات منقسم به سه قِسم است:
قسم اول: در بیان اعمالی که متعلق است به ادویهٔ مفرده مثل شستن و سوختن ادویه و تحمیص و تشویه و امثال آن و طریق آشامیدن عشبه و چوب چینی و ماءالجبن و مانند آن و اعمال غریبه، در پنج طریق:
- طریق اول: در تدابیر ادویهٔ مفردهٔ مخصوصه، در پنج فصل.
- طریق دوم: در بیان دستور استعمال بعضی از ادویه مثل چوب چینی و عشبه و مانند آن.
- طریق سوم: در گرفتن عرق‌ها و آب‌ها و مایتعلق بها.
- طریق چهارم: در بیان ساختن گل حکمت و شنجرف و سایر ادویهٔ مفردهٔ مصنوعه و آنچه به آن تعلق دارد.
- طریق پنجم: در اعمال غریبه و اصول کلیه صناعت. و مشتمل است بر پنج حل و سه عقد و خاتمه:

- - حل اول: در بیان حجر اصطلاحی این فرقه و بعضی از اصطلاحات ایشان.
  - حل دوم: در قواعد تقطیر و تصعید و تکلیس و مانند آن.
  - حل سوم: در بیان آلات مخصوصه عمل صناعت.
  - حل چهارم: در قواعد گرفتن بعضی از آبها و تخمیر و تبییض و سایر تدابیر اجزاء.
  - حل پنجم: در بیان بعضی از خواص فلزات و اصلاح آن و آنچه به آن متعلق است.
  - عقد اول: در قواعد قمریه.
  - عقد دوم: در قواعد شمسیه.
  - عقد سوم: در قواعد عمل مروارید و اعمال متفرقه.
  - خاتمه: در خطوط مرموزه.

قسم ثانی: در بیان اعمالی که متعلق است به ادویهٔ مرکبه و ذکر معاجین و حبوب و سایر مرکبات. مبنی بر بیست و چهار باب:
- باب اول: در ذکر معاجین کبار (معجون‌های بزرگ) و معاجین صغار (معجون‌های کوچک) و تریاقات (ضد سم‌ها) و ایارجات (معجون) و مفرحات (فرح‌بخش‌ها) و جوارشات (گوارشی‌ها). در پنج فصل:
- باب دوم: در حبوب (حب‌ها).
- باب سوم: در اقراص (قرص‌ها).
- باب چهارم: در سفوفات (داروهای پودری).
- باب پنجم: در اشربه (شراب‌ها) و ربوب (ربّ‌ها).
- باب ششم: در مربیات (مربا‌ها) و بعضی از حلویات (حلوا‌ها).
- باب هفتم: در لعوقات (انگشت‌پیچ‌ها).
- باب هشتم: در مطبوخات (پختنی‌ها) و نقوعات و ماءالاصول (آب ریشه‌ها) و مقیّات (استفراغ دهنده‌ها) و مسکِّنات قی (ضد استفراغ‌ها).
- باب نهم: در سنونات (به دندان مالیدنی‌ها) و مضمضهات (آنچه به دهان گردانند) و غرغره‌ها.
- باب دهم: در اکحال (سرمه‌ها) و شیافات و ادویه عین (داروهای چشمی).
- باب یازدهم: در ادهان (روغن‌ها) و آنچه به آن متعلق است.
- باب دوازدهم: در ذکر مرهم‌ها (داروهای زخم) و ذرورات (داروهای چشمی پودری که از حریر گذرانده باشند) و مایتعلق بها.
- باب سیزدهم: در ضمادات و کمادات و نطولات و قطورات.
- باب چهاردهم: در سعوطات و نشوقات و عطوسات و شمومات و لخالخ.
- باب پانزدهم: در حقنه‌ها و فتایل مسهله و فرزجات و حمولات.
- باب شانزدهم: در خضابات و آنچه موی را دراز کند و برویاند و نرم کند و بسترد و آنچه متعلق به آن باشد.
- باب هفدهم: در غسولات و منقیات بشره و محمرات و مسمنات بدن و مهزلات.
- باب هجدهم: در ادویهٔ کلف و بهق و برص و وشم و نمش و برش و خیلان و رفع آثار جلد.
- باب نوزدهم: در مضیقات فرج و مطیبات بدن و ملذذات جماع و آنچه مخصوص به زنان و مسوحات قضیب.
- باب بیستم: در ذکر خواص غریبه و آثار عجیبهٔ بعضی از ادویه که از اسرار اطباء و حکمای ماتقدم است.
- باب بیست ویکم: در ذکر بعضی از ادویهٔ معمولهٔ حکمای هند که به لغت ایشان رساین نامند و آنچه مناسب است.
- باب بیست و دوم: در ذکر بعضی ادویه که مخصوص چهارپایان است و از کتب بیطره نقل شده.
- باب بیست و سوم: در قلع آثار رنگ‌های لباس و رفع چربی و امثال آن و آنچه به آن متعلق است.
- باب بیست و چهارم، در دستور معالجه طیور که بزدره نامند.

قسم سیم: در معالجات با رعایت اختصار.
خاتمه: اللهم وفّقنی لاتمامه فانک علی کل شیء قدیر و بعونک تیسّر کل عسیر.